# Teatr na Tagance

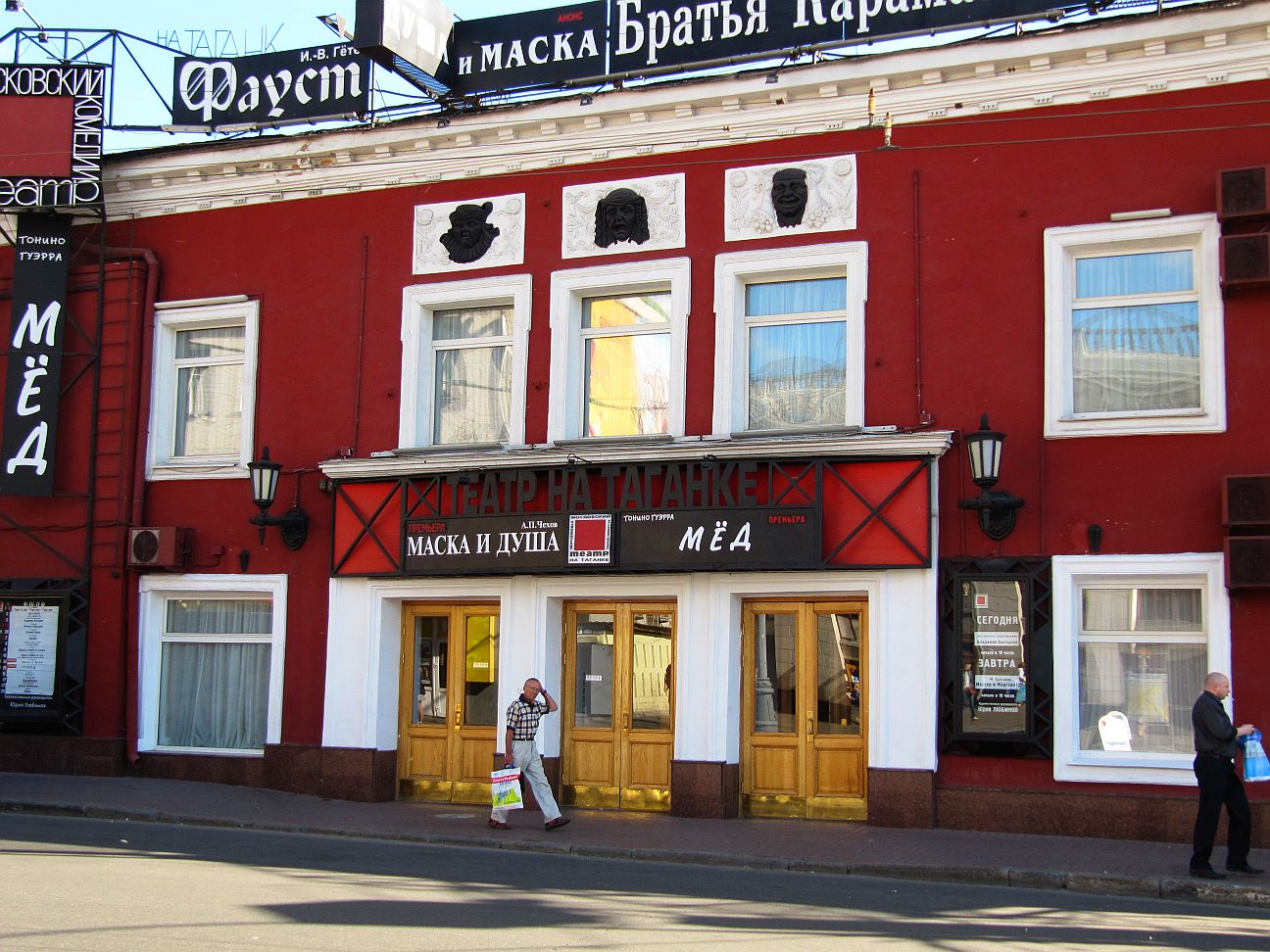
Teatr na Tagance

Moskiewski Teatr Komedii i Dramatu, powszechnie znany jako Teatr na Tagance (ros. Театр на Таганке) – teatr znajdujący się przy placu Taganka w Moskwie.
23 kwietnia 1964 budynek został oddany w użytkowanie grupie teatralnej złożonej z absolwentów Wyższej Szkoły Teatralnej im. Borysa Szczukina, a pierwszą wystawioną przez nich sztuką był dramat Bertolda Brechta Dobry człowiek z Seczuanu, wyreżyserowany przez Jurija Lubimowa .
Znani aktorzy teatru to m.in. Władimir Wysocki, Walerij Zołotuchin i Wieniamin Smiechow.